# Les Forges (Deux-Sèvres)
Les Forges település Franciaországban, Deux-Sèvres megyében. Lakosainak száma 103 fő (2022. január 1.). Les Forges Vasles, Sanxay és Boivre-la-Vallée községekkel határos.

## Népesség
A település népességének változása:
| Lakosok száma | 134  | 138  | 142  | 129  | 121  | 112  | 109  | 106  | 103  |
|               | 2013 | 2015 | 2016 | 2017 | 2018 | 2019 | 2020 | 2021 | 2022 |